# Plac Gwarków w Tarnowskich Górach
Plac Gwarków – plac znajdujący się w zabytkowym śródmieściu miasta Tarnowskie Góry w województwie śląskim.

## Opis
Plac Gwarków znajduje się w ścisłym centrum miasta, w dzielnicy Śródmieście-Centrum i stanowi rozszerzenie przebiegającej z północnego wschodu w kierunku południowo-zachodnim ulicy Gliwickiej. Z tak utworzonej przestrzeni odchodzą ulice: Jana Bondkowskiego, Józefa Rymera oraz ks. Michała Lewka. Jest elementem zabytkowego układu urbanistycznego Starego Miasta w Tarnowskich Górach wpisanego 27 kwietnia 1966 do Rejestru Zabytków (nr rej. A/610/66)).
Plac Gwarków ma 45 m długości i 35 m szerokości, co daje 1575 m² powierzchni. Jest wybrukowany, a pośrodku na podwyższeniu znajduje się lampa wskazująca miejsce, gdzie dawniej znajdowała się miejska studnia o głębokości 36,5 m. Walory architektoniczne placu nie są jednak w pełni eksponowane, gdyż pełni on współcześnie funkcje bezpłatnego parkingu. Mimo to rokrocznie w okresie świąteczno-noworocznym na pobliskich drzewach są rozwieszane girlandy świetlne, a na latarniach otaczających zabytkową dzwonnicę gwarków także wiszą ozdoby świąteczne.
W listopadzie 2015 w ramach koncepcji tzw. Srebrnej Drogi, na placu Gwarków zostało wymienione oświetlenie. Stare sodowe lampy jarzeniowe zastąpiono latarniami LED-owymi o świetle białym, mającym symbolizować wielowiekowy związek miasta z górnictwem rud srebronośnych.

## Historia

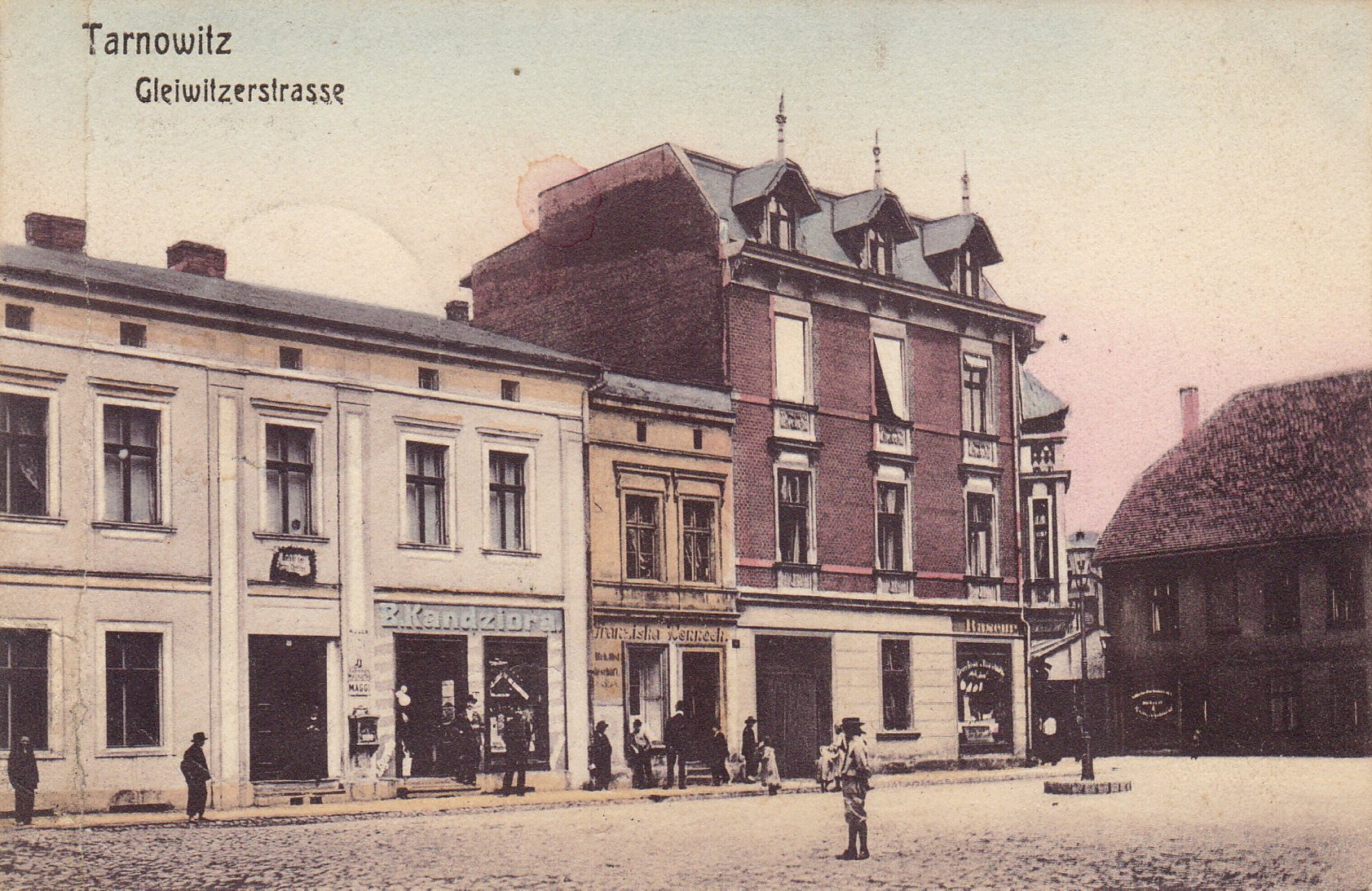
Budynki przy północnej pierzei placu Gwarków na początku XX wieku

Obecny plac Gwarków powstał najprawdopodobniej krótko po założeniu w 1526 roku przez Jerzego Hohenzollerna miasta Tarnowskie Góry i pełnił funkcje rynku. Z biegiem czasu był już na tyle zabudowany, że ulokowanie przy nim ważnych urzędów, takich jak starostwo, urząd górniczy, czy urząd miejski, okazało się niemożliwe. Zabudowa wokół starego rynku była początkowo w całości drewniana, dopiero po pożarze miasta w 1531 kościół i kilka domów zostało odbudowanych z kamienia i cegły. Wtedy również wybudowano wieżę kościelną, która w prawie niezmienionej formie przetrwała do dziś.
Kolejny – drugi – tarnogórski rynek wytyczono prawdopodobnie w 1531, przedłużając ulicę Gliwicką około 200 m na północ. Jest to część obecnego placu targowego obejmująca skrzyżowanie ulicy Gliwickiej z ulicą Ratuszową i Dolną. Przy nim swoją siedzibę znalazł urząd górniczy, który pełnił również rolę ratusza (obecnie kamienica, ul. Gliwicka 6).
Ulica Gliwicka jest drogą łączącą wszystkie trzy rynki miejskie: oba historyczne oraz obecny.
Według danych z aktów własności z lat 1570–1580 przy najstarszym rynku znajdowało się ogółem 9 domów, z czego 3 należały do bardzo bogatych mieszczan, 5 do mieszczan mniej zamożnych, a 1 był własnością miasta.
W lutym 1955 roku z inicjatywy Stowarzyszenia Miłośników Ziemi Tarnogórskiej na plac Gwarków przeniesiono drewnianą XVI-wieczną Dzwonnicę Gwarków, która wcześniej służyła kopalni dolomitu „Blachówka” i znajdowała się w pobliżu hałdy popłuczkowej w Bobrownikach. Obiekt stanął na podmurowaniu z kamienia wapiennego w miejscu dawnego domu zbornego gwarków.

## Budynki

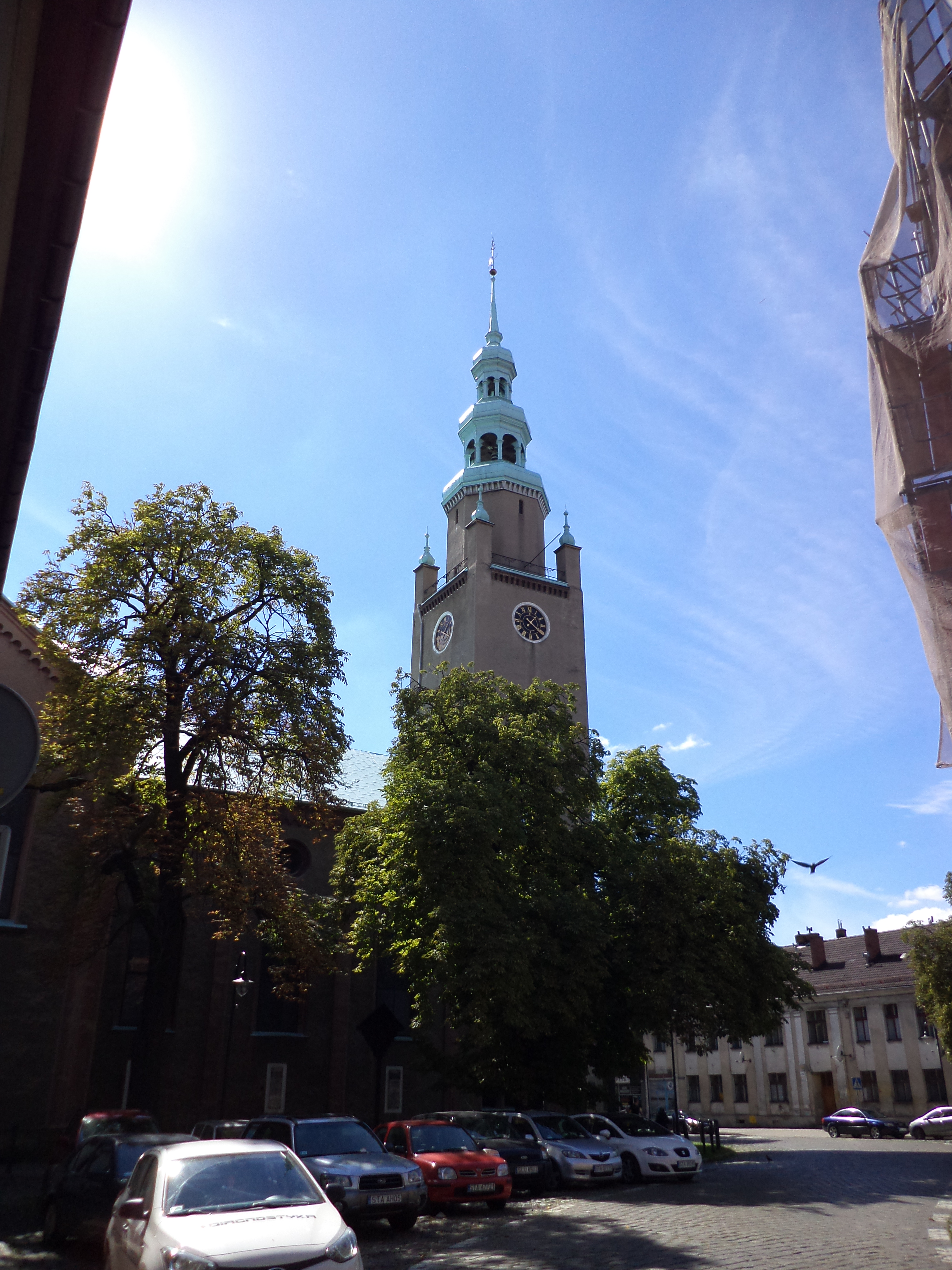
XVI-wieczny kościół św. Ap. Piotra i Pawła na placu Gwarków (2016)

Plac Gwarków nie ma własnych punktów adresowych. Administracyjnie wszystkie budynki przy nim się znajdujące należą do ulicy Gliwickiej. Przy samym placu Gwarków znajduje się jednak szereg budynków i obiektów zabytkowych, m.in. wpisane do Rejestru Zabytków:
- Kościół św. Piotra i Pawła – nr rej. A/611/66,
- Dzwonnica Gwarków – nr rej. A/612/66,

oraz uwzględnione w Gminnej Ewidencji Zabytków:
- kamienica z XVIII wieku, ul. Gliwicka 10,
- budynek dawnej szkoły górniczej z 1857, ul. Gliwicka 25,
- kamienica z I połowy XIX wieku, ul. Gliwicka 21,
- kamienica z 1885, ul. Gliwicka 19,
- dom mieszkalny z początku XX wieku, ul. Gliwicka 17.

## Mieszkalnictwo
Według danych Urzędu Stanu Cywilnego na dzień 31 grudnia 2022 roku przy placu Gwarków zameldowanych na pobyt stały było 0 osób.